# Ruine Göskon
Die Ruine Göskon war eine Erdburg (Erdwerk mit Wällen und Turm) auf dem Gebiet der Gemeinde Obergösgen im Schweizer Kanton Solothurn. Sie ist zwischen den Dörfern Obergösgen und Niedergösgen neben einer Kantonsstrasse und dem Aare-Kanal gelegen. Die Anlage ist schwer einsehbar, da das Gebiet mit Gebüsch überwachsen ist. Von der Anlage sind nur noch die Überreste von Erdwällen und Mauern erhalten.

## Einleitung
Die Errichtung des Refugiums ist mit grosser Wahrscheinlichkeit in die Eisenzeit zurückzuführen. Von den fünf Refugien der Gegend ist dasjenige in Obergösgen das einzige, welches sich am Wasser befindet, und somit das einzige seiner Art in der Schweiz.
Der Bau des Bergfrieds dürfte in die frühesten Zeiten des Burgenbaues fallen. Die Burg war der ursprüngliche Stammsitz der Freiherren von Göskon. Nach dem Burgbau in Niedergösgen (1230) wurde die Stammburg verkauft. Als spätere Besitzer der Burg in Obergösgen sind die Edlen und Ritter von Rubiswyl, von Stoffeln und von Hallwyl urkundlich nachgewiesen.
Die Burg wurde weder im grossen Erdbeben 1356, noch im Guglerkrieg 1375 zerstört, sondern 1471 abgebrochen und die Steine zum Bau der Aarauer Stadtkirche abgeführt.

## Lage und Anlage

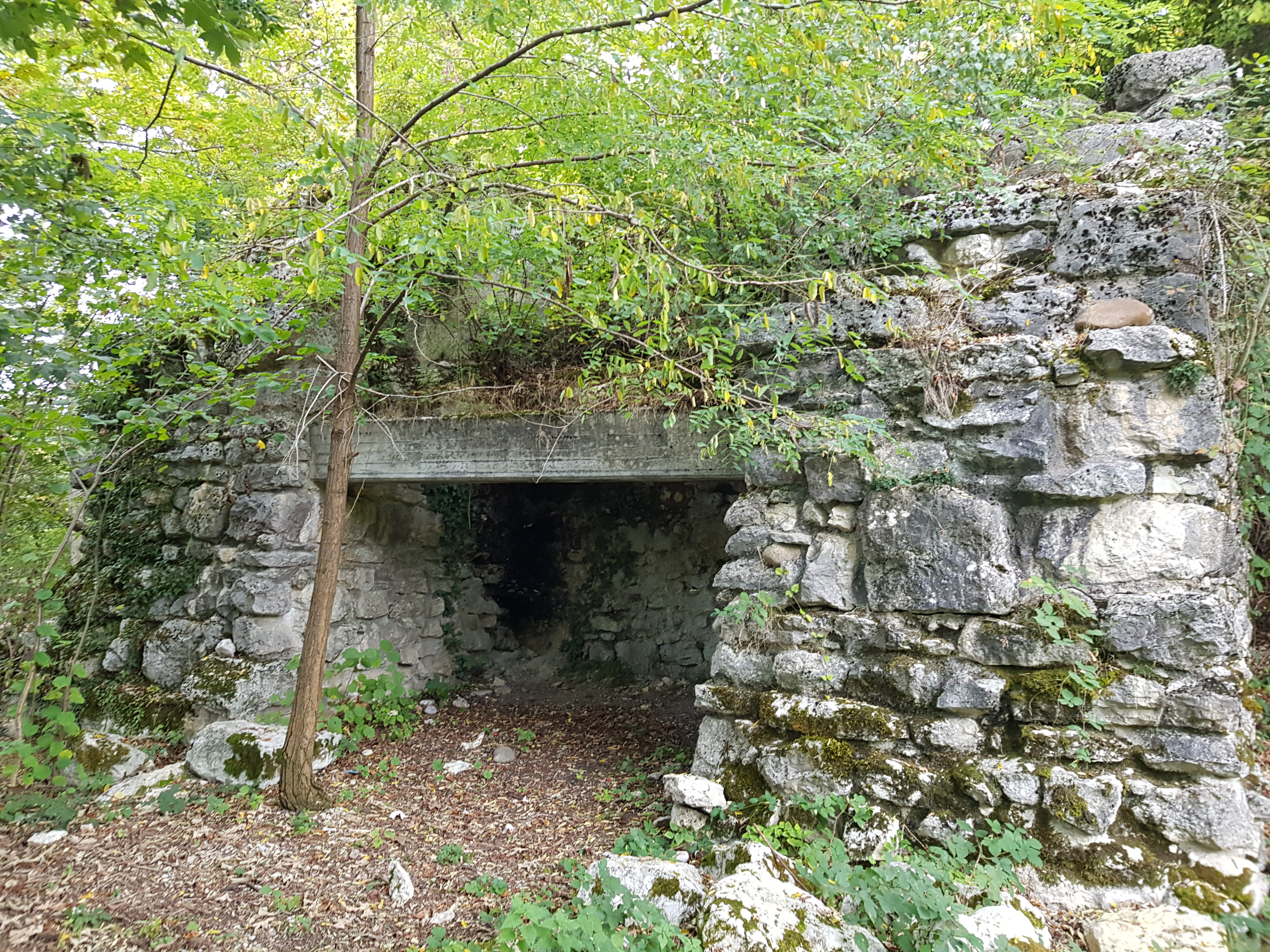
Die Ruine von Süden

Die Ruine befindet sich auf 392 m ü. M. auf einer damals (vor der Korrektur der Aare um 1870) scharf vorspringenden «Landzunge», welche 20 m über dem Wasser direkt an der Aare lag. Diese hatte einen Teil der Ostflanke völlig weggespült. Das beweist die unterwühlte und einseitig abgestürzte Burgruine. Heute ist durch die Korrektur der Aare, welche nun weiter südlich fliesst, die Unterwühlung ausgeschaltet, und dieser verlassene Arm der Aare bildet gegenwärtig nur ein Sumpfgelände.
Bergseitig war die Burg ursprünglich durch drei vorgelagerte Wälle und Gräben geschützt. Diese sind beim Bau des Aarekanals um 1914 zerstört worden. Die Wegspülungen durch die Aare und die Verwitterung der Unterlage führten im Laufe der Jahrhunderte zu einer starken Unterwühlung der Mauern, so dass die ganze südliche Mauer abstürzte und die östliche Seitenmauer völlig in der Luft hing. Was heute noch erhalten ist, gleicht einem mächtigen Lehnsessel mit dessen Seiten und Rücklehnen (die erhaltenen drei Mauern).
Der Turm wurde nachträglich in das Erdwerk eingebaut. Der Grundriss des Turmes war quadratisch. Die äusseren Dimensionen sind 9 m, Lichtweite 3 m, Mauerdicke ebenfalls 3 m. Die Höhe der erhaltenen Mauern differiert von 4 bis 6 m. Die Fundamente des viereckigen Turmes, aus dem allein die Burg bestand, wurden ursprünglich auf die feste Kiesschicht aufgesetzt. Aufgrund des massiven Mauerwerks ist mit einem 2- bis 3-geschossigen Turm zu rechnen. Im Innern waren Wandverkleidung aus Kalktuffblöcken von einer Wasserzisterne vorhanden.
Im Jahre 1903 begannen die ersten Untersuchungen der Ruine, 1986/1987 fanden Ausgrabung und Konservierung (teilweise Rekonstruktion) statt. Demnach befand sich dort zuerst ein Erdwerk des 9./10. Jahrhundert. Danach kam eine erste Befestigung mit Turm, der nach 1200 erbaut wurde. Im Fundmaterial finden sich auch bronzezeitliche Keramik sowie einige römische Funde. Um 1954 wurde bei der Ruine eine neolithische Pfeilspitze gefunden. Beim Bau der neuen Strasse, die nahe am Refugium vorbeizieht und den Stegbach durch eine 13 m hohe Auffüllung überbrückt, stiess man auf der andern Seite des Stegbaches, in dem vorspringenden Plateau, auf einige frühgermanische Gräber.
Die Burg Göskon war ein frühmittelalterlicher Bergfried. Bekannt ist, dass die ersten Burgen nur aus einem Wohnturm bestanden, und da der kleine Burghügel eine spätere Erweiterung der Burg nicht zuliess, haben wir hier eine der wenigen Burgen, die in der einfachen Uranlage bestehen blieb oder frühzeitig verlassen wurden.
Knapp 3 km nordwestlich befindet sich Schloss Wartenfels (Lostorf), ca. 3 km östlich Schloss Falkenstein (Niedergösgen), und ebenfalls ungefähr 3 km südwestlich auf dem Säli die Neu-Wartburg (auch Sälischlössli genannt) auf dem Gebiet der Gemeinde Starrkirch-Wil bei Olten, um nur einige der Schlösser, Burgen oder Ruinen in der nahen Umgebung zu nennen.

## Geschichte
Die Burg Obergösgen ist eine der ältesten der Gegend. Ihre Anlage als einfacher Bergfried, in den Schutz der Refugiumwälle gestellt, könnte schon in karolingische Zeit hinaufreichen. Unter den Inhabern von Vasallenburgen der Frohburger – wie zum Beispiel Schloss Wartenfels, Hagberg und Wartburg bei Olten, Aarburg, Hägendorf – treten tatsächlich die Freien von Göskon urkundlich beinahe am frühesten auf (1161, Ifenthal 1145). Es liegt nahe, dass beim Bau der Burg die Beherrschung des Wasserweges auf der Aare eine Rolle spielte. Das Strandrecht auf der Aare, Grundrühre genannt sowie das Geleite der Schiffe auf der Aare werden noch 1458 als Eigentum der Herrschaft Göskon beim Verkauf speziell genannt.
Über die Geschichte der Burg ist sehr wenig geschrieben worden. Johann Rudolf Rahn erwähnt in den Mittelalterlichen Kunstdenkmälern des Kantons Solothurn den Abbruch der Burg und vermerkt, dass die Burg Göskon nie urkundlich erwähnt wurde. Demgegenüber publizierte Walther Merz im Anzeiger für schweizerische Altertumskunde 1899, S. 31, eine wichtige Urkunde vom Jahre 1380 aus dem Aargauischen Staatsarchiv, welche die Burg mit Besitzungen nennt.

### Besitzer
Wenn auch keine Urkunde die Burg in Obergösgen als Besitz der Freiherren von Gösskon nennt, so gilt als sicher, dass die Burg die ursprüngliche Stammburg dieser Dynastie war. Der Name Gösskon, (Cozinchova, Gozequovon, Gozekon, Gosincon, Goezchon, Goessikon etc.) kann ursprünglich nur der Burg und dem jetzigen Dorf Obergösgen zugehörig gewesen sein, denn Niedergösgen, der spätere Sitz der Familie, hiess vor und noch lange nach dem Bau der dortigen Burg immer Bötzach. 1229 ersuchte Gerhard I. von Gösskon beim Stift Schönenwerd um die Erlaubnis, auf dem Felsen zu Bötzach, auf Stiftsgebiet, eine Burg bauen zu dürfen.
In den Akten des Stiftes Schönenwerd (Totenbuch, Zinsrodel etc.) wird bis weit ins 14. Jahrhundert stets noch Bötzach genannt, um 1320 z. B. der Stiftshof zu Bötzach. Noch 1899 wird die dortige Burg mit beiden Namen genannt: «Burg und Burgstall zu Bötzach, der man spricht Niedergösskon». Unter den Nonnen des Klosters Schännis zu Aarau erscheint 1367 eine Verena von Bötzach. Nach dem Bau der Burg zu Bötzach wurde nach und nach der Name der Besitzer auch auf die neue Burg übertragen und zum Unterschied der bisherigen Stammburg Schloss Niedergösgen genannt, wie sie später, nach 1383, Schloss Falkenstein genannt wurde, nach dem Übergang an dieses Geschlecht.
Ebenso für die Stammburg in Obergösgen spricht der Kirchensatz von Obergösgen, der stets als Eigentum derer von Gösskon urkundlich besonders genannt wird. Niedergösgen hatte aber keine Dorfkirche und blieb bis in die neueste Zeit (1838) nach Stüsslingen kirchgenössig. Der Kirchensatz von Obergösgen muss also lange vor 1230 den Freien von Gösskon zugehört haben, als sie die grundherrlichen Rechte in Obergösgen zugeteilt erhielten.
In gleicher Weise verblieb auch das Blutgericht in Obergösgen, sogar noch unter der Herrschaft Solothurns. Der Galgen stand wohl im Gilgenhölzli (Galgenhölzli), gegenüber der Burg. Urkundlich treten die Freien von Gösskon erst im 12. Jahrhundert auf. Auf der Burg Gösskon müssen ausserdem gewohnt haben:
1. Bernerus de Gozequovon, der 1161 als Zeuge unter den Freien auftritt[5]
2. Herr Erhart von Göschon und sin sün G. und H., die im Urbar von St. Urban 1224 erscheinen.
3. Gerhart I., der 1226 als Herr und unter den Freien erscheint und ebenso 1227 als Dominus de Gozekofen.

Zu den genauen urkundlichen Nachweisen schreibt Walther Merz:
«Dieser Gerhart I. ist der Erbauer der Burg Niedergösgen, eine der wenigen Burgen, deren Erstellung genau datiert ist (1229–1230). Als Kumpan Rudolfs von Habsburg scheint er in dessen Fehden eine bedeutende Rolle gespielt zu haben und wird mit demselben nach dem Überfalle des Magdalenenklosters in Basel (1254) mit dem päpstlichen Banne bedroht. Bald nach dem Schlossbau in Niedergösgen lässt er sich mit der Kastvogtei des Stiftes Werd belehnen. Ein abgerundeter Besitz der Gösskoner ist zur Zeit Gerharts I. noch nicht nachweisbar (der Hof zu Niedergösgen und zu Stüsslingen gehören noch dem Stift). Ausser Obergösgen, wo er Grundherr war, scheint er aber, nach Verkäufen und Schenkungen etc. seiner nächsten Nachfolger zu schliessen, weitherum einzelne Besitzungen innegehabt zu haben, sowohl im Aargau (Seon, Suhr, Reitnau, Muhen etc.) als im Sissgau (Gelterkinden) und besonders auch im rechtsufrigen Werder-Amt, das noch zum Aargau gehörig, unter der Verwaltung östreichischer Amtleute stand. Nach einer Notiz im Solothurner Wochenblatt (1821, S. 377) war er Inhaber der Kastvogtei Olsberg und damit Vasall der Grafen von Habsburg-Laufenburg.»
Daraus ergibt sich eine eigentümliche Doppelstellung: Die Stammburg sowie die neue Burg zu Bötzach liegen in der Landgrafschaft Buchsgau, und tatsächlich erscheinen urkundlich die Gösskoner als Vasallen der Froburger. Als Kastvogt von Olsberg und Werd ist jedoch Gerhart I. ebenfalls Vasall der Habsburger und scheint zu denselben in viel engerer Beziehung gestanden zu haben. Durch den beidufrigen Besitz der Gösskoner wurde nach und nach später die Aare als Grenze zwischen Buchsgau und Aargau ausgeschaltet. Um 1394 werden z. B. als zum Amt Werd gehörig im Habsburger Urbar, II, S. 747, die Dörfer Werd, Gretzenbach, Walterswyler, Tennikon, Tullikon, Obern-Gösskon, Nidern-Gösskon und Stüsslingen genannt. Um 1380 wird dasselbe Gebiet als Pfandschaft der Herzoge Leopold und Albrecht das Ampt ze Göskon genannt. Bis zum Kauf der Herrschaft Gösskon durch Solothurn 1458 war dieselbe, hauptsächlich durch die Falkensteiner, noch um Winznau, Trimbach, Ifenthal, Erlinsbach, Kölliken, Savenwil und Uerkheim vergrössert worden.
Diese Andeutungen legen dar, dass dem Freiherrn Gerhart I., bereits reich begütert und einflussreich, der einfache Bergfrid in Obergösgen zu eng und unwohnlich geworden war. Umbau und Erweiterung liess die eigentümliche Lage desselben nicht zu. Die starke, prächtig gelegene, wohnliche Burg auf dem Felsvorsprung zu Bötzach (Niedergösgen) dagegen konnte wohl seine Ansprüche befriedigen.

### Vererbung
Die Annahme, die verlassene Stammburg in Obergösgen sei nun dem Zerfall preisgegeben worden, erweist sich als Irrtum, denn die eingangs erwähnten Urkunden belegen, dass die Burg noch 150 Jahre später bewohnt war.
Ritter Rudolf von Hallwyl, der Urgrossvater des Helden von Murten, und Ritter Konrad von Stopfein bereden 1373 in einer Urkunde die Aussteuer ihrer Kinder, Rudolf von Hallwyl und Anna von Stoffeln. Danach fielen die Lehen zu Rubischwyl, dem heutigen Rupperswil bei Aarau, an Rudolf von Hallwyl als Ehesteuer zu. Diese Lehen aber bildeten die Burg zu Obergösgen; Güter, Gericht, Twing, Bann, Leute und Kirchensatz zu Ober-Entfeiden; die Güter, Gericht, Twing, Bann und Leute zu Hirzstall, Otwissingen und Lempach, der Hof zu Schwabenstall und das Burgstall zu Lenzburg. Rudolf hatte dafür an den Schwiegervater 600 fl., denen von Trostburg und Rinach 300 fl. zu bezahlen. Hierfür streckte ihm Vater Rudolf 500 fl. und die Mutter Lisa Münch 400 fl. vor.
Die Burg in Obergösgen samt genannten Gütern hatte Konrad von Stoffeln von seinem Schwestersohn Johann von Rubischwyl geerbt.
Im Jahre 1380, 19. Juli, erschienen Frau Anna von Stoffeln und ihr Gemahl, Rudolf von Hallwyl, mit dessen Vater auf dem Gerichtstag unter den Sarbachen zu Lenzburg. Die Ehefrau Anna ersuchte das Gericht, dass dessen Vorsitz Heinrich Schultheiß zu Lenzburg an Stelle von Herzog Leopolds führte, für obige Lehen die Gütergemeinschaft mit ihrem Gemahl auszusprechen, was auch geschah. Sie berief sich hierbei auf obige Eheberedung und nannte als ihr Ehegut wieder die Burg zu Obern-Gözkon, Gericht, Twing, Banne, Leute und Güter zu Ober-Entfelden, Othmarsingen, Hirschthal und Leimbach (vier aargauische Dörfer). Die übrigen obengenannten Güter erscheinen nicht mehr.
Es sind somit nachträglich drei Besitzer der Burg in Obergösgen urkundlich nachgewiesen, Konrad von Stoffeln und Rudolf von Hallwyl. Schon Egidius von Rubiswile, Vater des Johann von Rubischwyl und Gemahl der Margarete von Stoffeln ist als Besitzer anzunehmen, vielleicht auch weitere Vorfahren.
Ein wichtiger Umstand war, dass unter den Gütern der Rubiswiler, der Ehesteuer der Anna von Stoffeln, ausser der Burg in Obergösgen keine Güter in der Herrschaft Gösgen genannt werden. Der ganze, ziemlich bedeutende Grundbesitz, liegt entfernt im Aargau, nicht weit von Rubiswyl. Ebenfalls wichtig ist der Umstand, dass sich in Rubiswyl selber keine eigentliche Burg nachweisen lässt. Vermutlich haben die Herren von Rubiswyl die verlassene Burg in Obergösgen als ihren Wohnsitz von den Gösskonern gekauft.
Dass aber der Erbe der Burg, Rudolf von Hallwyl, sie lange bewohnt hat, erscheint sehr fraglich. 1379, ein Jahr vor seiner Aufnahme als ehelicher Gemeinschafter im Besitze der Burg, kaufte er das Schloss Neu-Wartburg (Sälischlössli bei Olten) von Wernher von Büttikon. Die Familie blieb in dessen Besitz bis 1539, während von der Burg in Obergösgen nun alle Urkunden schweigen. Wie die Stammburg wieder an die Herrschaft Göskon zurückgefallen ist, ist nicht bekannt. Im Kaufbrief von 1458 ist sie nicht besonders genannt, muss aber mit der Herrschaft an Solothurn gekommen sein, denn 1471, 13 Jahre nach dem Kauf der Herrschaft Gösgen durch Solothurn, wurde die Ruine von den Solothurnern an Aarau zum Abbruch verschenkt und die Steine per Floss nach Aarau geführt, zum Bau der Stadtkirche. Solothurn gab obendrein noch einige Reliquien, Rückenwirbel und einen Arm des hl. Mauritius nebst 37 andern Partikeln von Leibern aus der thebäischen Legion mit.

### Folgegeschichte
Die übrig gebliebenen, unterwühlten Grundmauern fielen seither nach und nach in die Tiefe. Die im Gebüsch versteckte Ruine geriet in Vergessenheit, sodass die Walserische Karte des Kantons Solothurn von 1766 nicht einmal mehr ihren Namen weiss und dieselbe als Burg Hagnau (von dem jenseits der Aare gelegenen Weiler) nennt.

### Sage

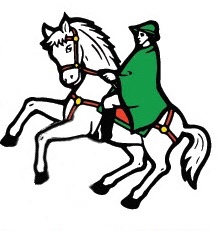
Der Schlossgrün

Dagegen hat die Volkssage die Erinnerung an einen einstigen Bewohner des Schlosses bewahrt. Auf weissem Ross, in grüner Jägertracht soll der sogenannte Schlossgrüen nächtlich seinen Besitz durchreiten, bis hinauf an die Lostorfer Grenze, wo die Felder heute noch «im Zwing» heissen, dann hinunter zur Fähre an der Aare, nach dem noch zu Obergösgen gehörenden Weiler Schachen überqueren, ohne das Fährgeld zu bezahlen. Auf dem früher einsamen, wohl etwas unheimlichen Weg bei der Burg vorbei soll er manchem nächtlichen Wanderer begegnet sein. Diese Sage vom Schloßgrüen scheint nicht eine der allgemein verbreiteten Schlosssagen zu sein, sondern dürfte mit ihrem ausgeprägteren Lokalcharakter vielleicht auf eine bestimmte Persönlichkeit hindeuten.

## Bilder
Lage und Zustand der Burgruine

1914 – Gelände während den Arbeiten am Kanal
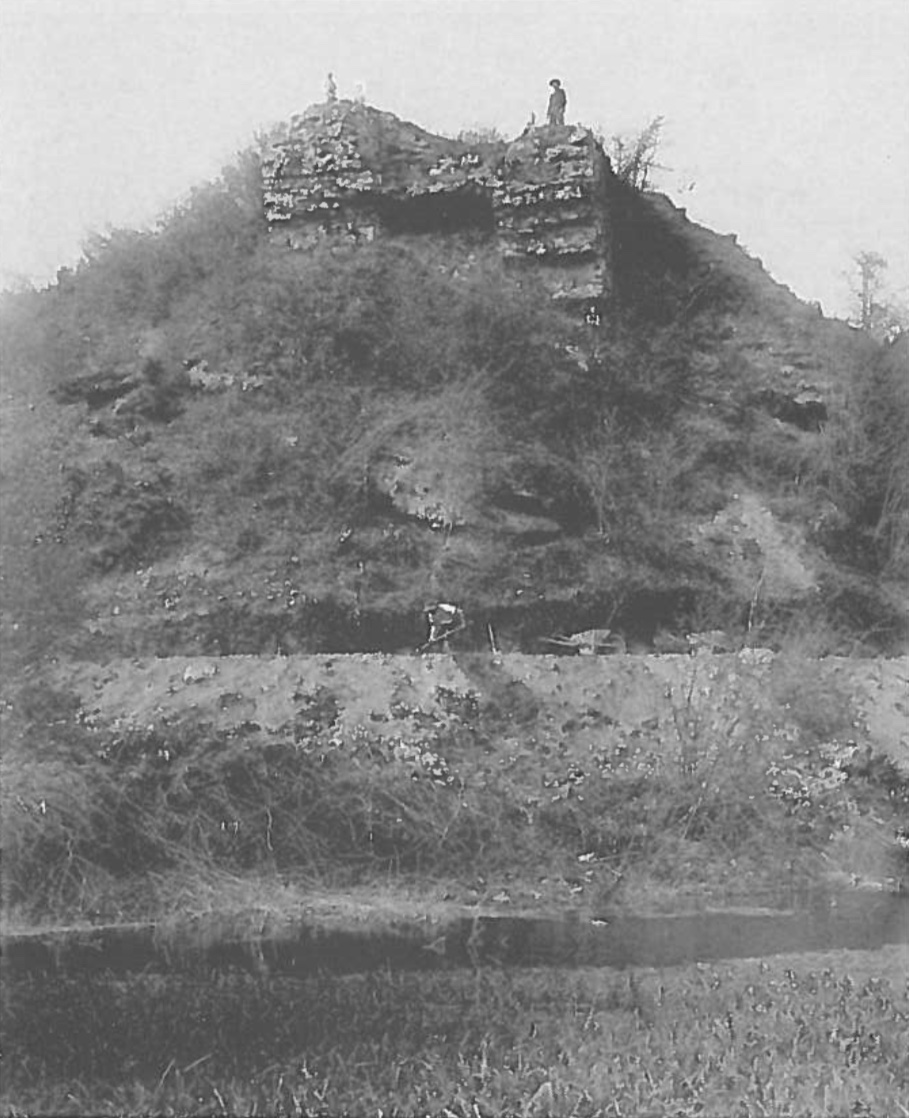
1914 – Ansicht der Turmrunie Obergösgen bei Beginn der Kanalarbeiten
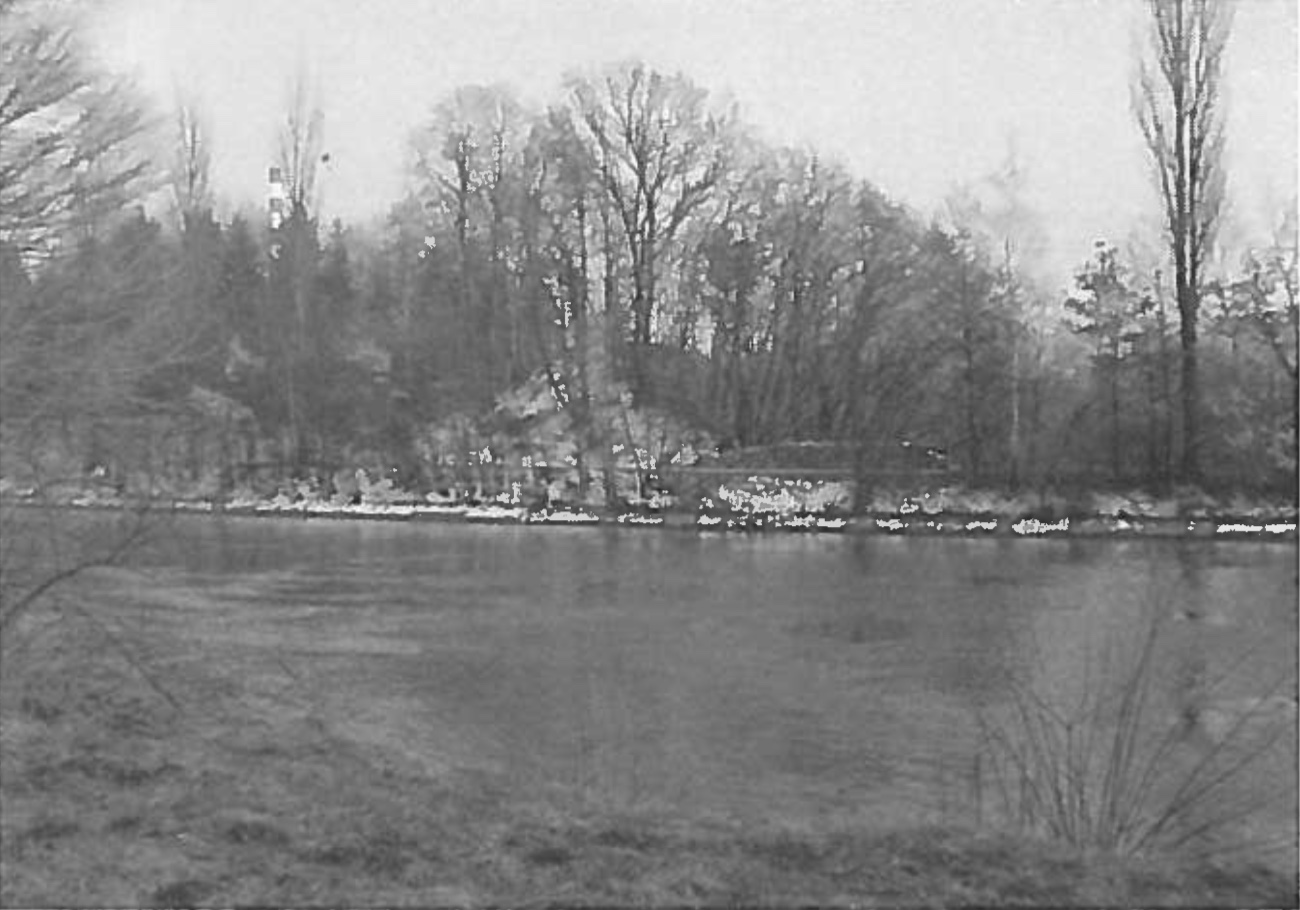
1987 – Situation der Burg Obergösgen
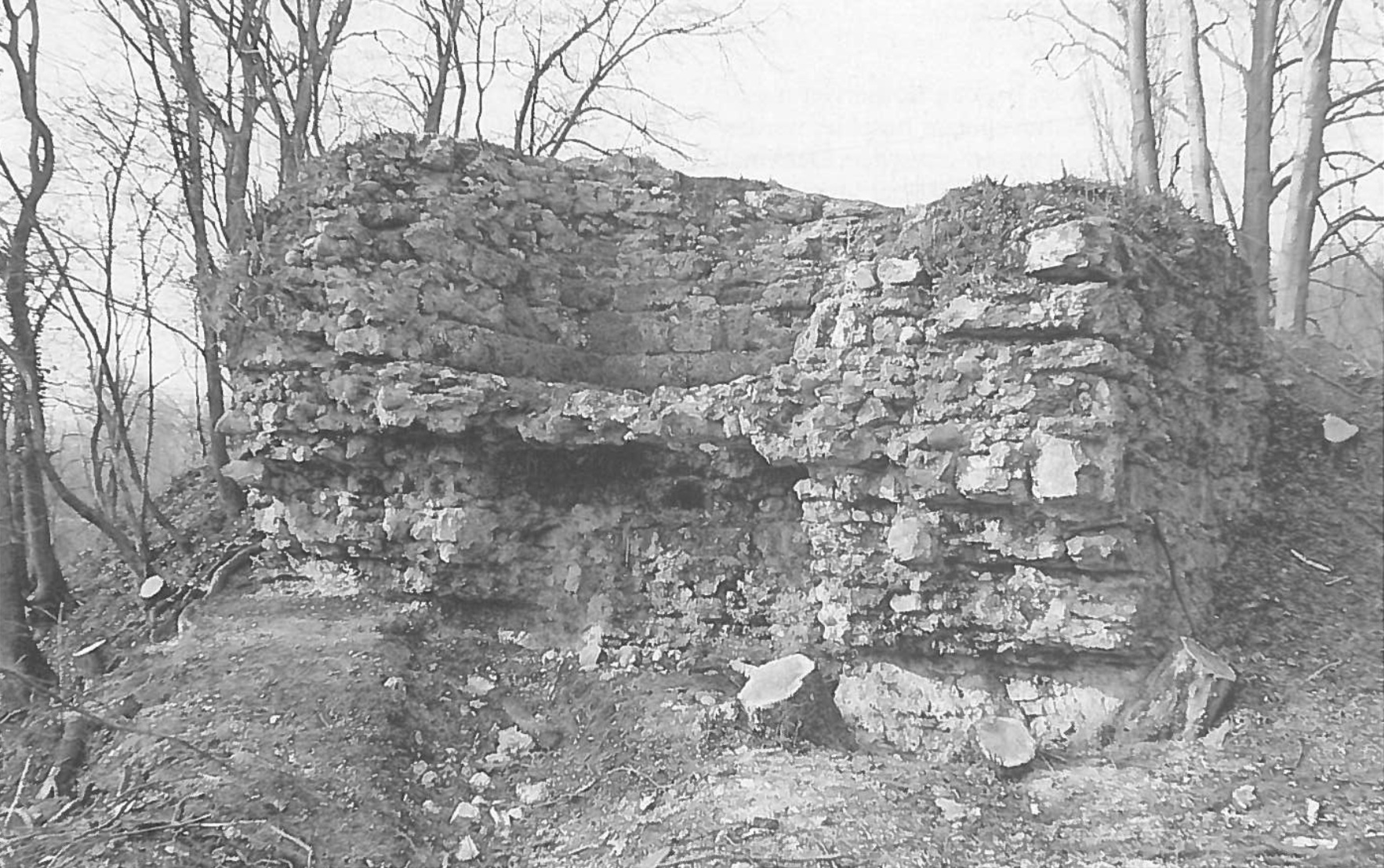
1987 – Zustand der Turmruine vor Beginn der Konservierungsarbeiten im Frühjahr
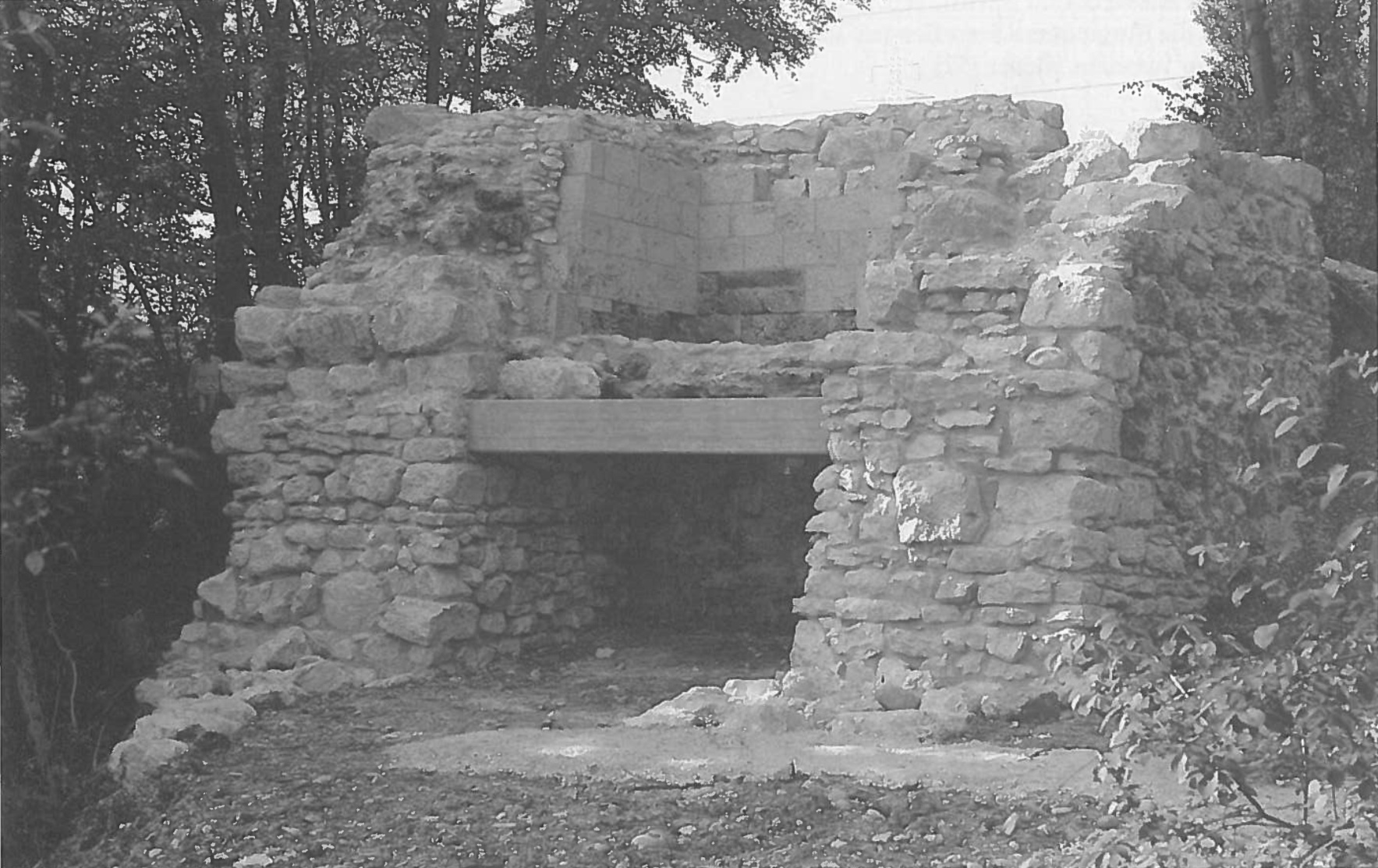
1987 – Zustand der konservierten Turmruine im Sommer

Kartenmaterial

1713 – Ausschnitt aus dem Plan des Schultheissenamt Olten (StA SO Kc6)
1744 – Ausschnitt aus dem Plan des Gemeindebannes Obergösgen (StA SO Ck 3)
1828/29 – Ausschnitt aus dem Plan des Gemeindebannes Obergösgen (StA SO F 65 1/2)
1881 – Ausschnitt aus dem Topographischen Atlas, 1-25000, Blat 152
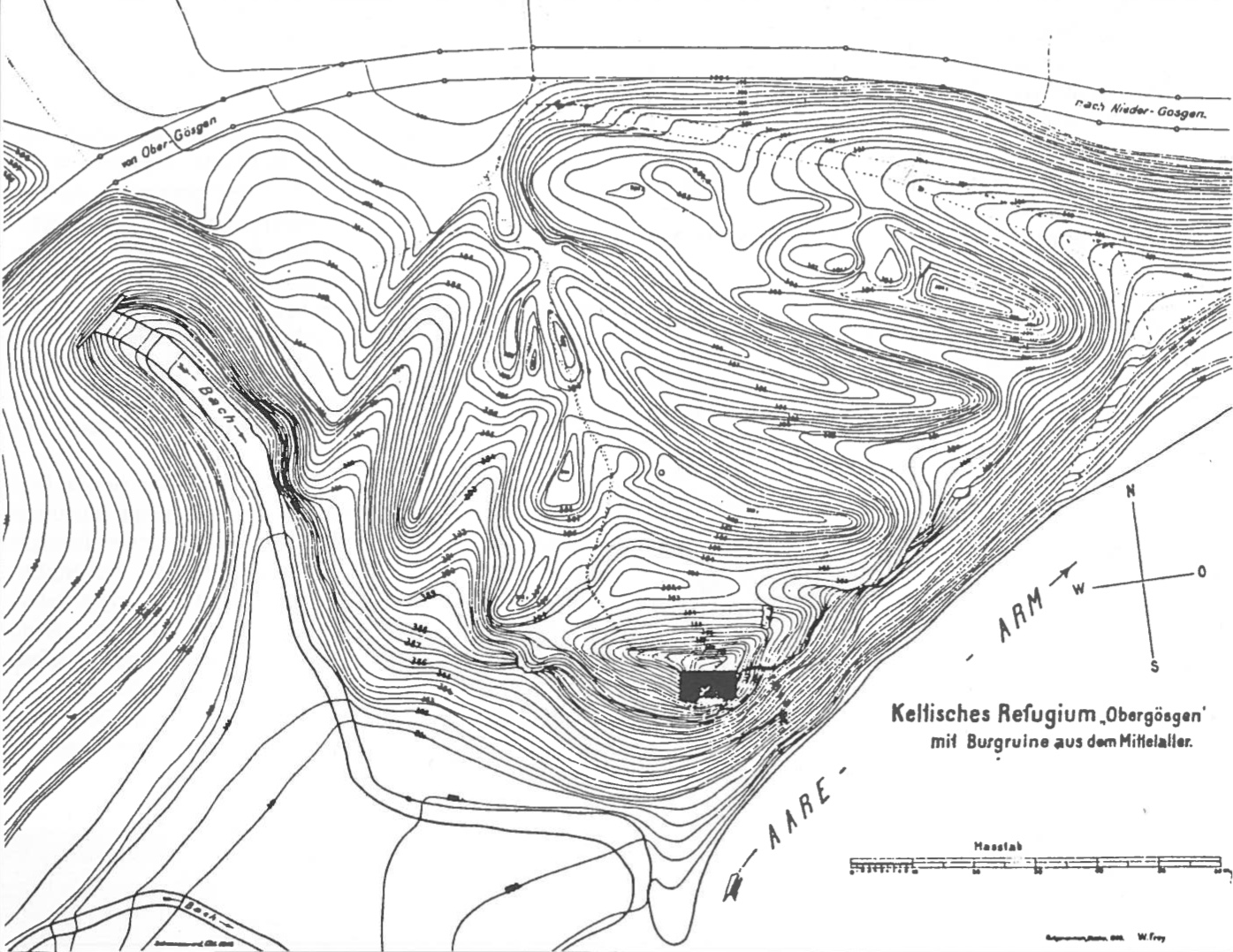
1911 – Topographischer Plan der Burg Obergösgen aufgenommen 1909 von W.Frey, publiziert in JbSGU 4/1911, S. 150